# Síndrome hemolítico urémico atípico
El síndrome urémico hemolítico atípico (SHUa) es una enfermedad rara, grave, sistémica y potencialmente mortal. El SHUa afecta tanto a niños como a adultos y está asociado a la microangiopatía trombótica (MAT). La MAT es la formación de coágulos en vasos sanguíneos pequeños de todo el cuerpo, lo que puede provocar complicaciones multiorgánicas en todo el organismo. El SHUa está provocado principalmente por la activación crónica e incontrolada del sistema del complemento, una rama del sistema inmunitario del organismo que lucha contra las infecciones y elimina las células muertas. Normalmente, el sistema del complemento está autorregulado por determinadas proteínas que controlan sus efectos destructivos, pero en el SHUa esta regulación se ve afectada, principalmente debido a mutaciones en las proteínas reguladoras del complemento. Las alteraciones en estos mecanismos de control pueden provocar una sobreactivación del sistema del complemento que, posteriormente, provoca daños en los tejidos del cuerpo. Un diagnóstico rápido de la enfermedad y un inicio temprano del tratamiento adecuado mejoran el pronóstico y posiblemente reducen los riesgos asociados a la MAT y las complicaciones potencialmente mortales resultantes, como insuficiencia renal, ictus o infarto de miocardio.

## Nomenclatura
El SHUa es una forma de síndrome hemolítico urémico (SHU), que se presenta mayoritariamente en adultos y apareciendo únicamente en niños en el 5–10 % de los casos. La mayoría de casos de SHU en niños están provocados por una infección por la bacteria Escherichia coli productora de la toxina Shiga, cuya forma se denomina SHU por STEC (a veces se denomina SHU D+). En algunas publicaciones el SHUa se ha denominado síndrome hemolítico urémico no asociado a diarrea (SHU D-). Sin embargo, esta nomenclatura puede dar lugar a confusión, ya que hasta el 30 % de pacientes con SHUa presentan diarrea. Se ha sugerido que el término SHU D- debería dejar de utilizarse.

## Epidemiología
El SHUa puede ser esporádico o familiar, y no parece variar por raza, sexo o área geográfica. Como cabe esperar en una enfermedad rara, los datos de la incidencia del SHUa son limitados. Un registro europeo de 167 pacientes pediátricos documentó 3,3 casos por cada millón de niños, con tasas aún más bajas en adultos. Un estudio reciente de 214 pacientes con SHUa indica una frecuencia similar en niños (41,6 %) y en adultos (58,4 %). El sitio web Orphanet (un portal de enfermedades raras y medicamentos huérfanos) muestra una prevalencia de 1–9 por cada millón de personas.

## Patogenia
El SHUa está causado por una activación crónica y descontrolada del complemento que provoca daños endoteliales y orgánicos. En individuos sanos, el sistema del complemento es responsable de atacar y destruir patógenos como bacterias, virus o células corporales alteradas y eliminar residuos celulares. La activación del complemento consta de 3 rutas diferentes: la ruta clásica, la ruta de las lectinas y la ruta alternativa. Mientras que las dos primeras rutas tienen lugar como resultado de su interacción con inmunocomplejos o con microorganismos, respectivamente, la ruta alternativa está activa de manera constante y, por lo tanto, provoca una formación continua del complejo de ataque de membrana responsable de la lisis celular. Por lo tanto, es esencial que el cuerpo regule rigurosamente el sistema del complemento para evitar que dañe tejidos y órganos sanos. Las mutaciones genéticas de las proteínas reguladoras del complemento (p. ej., FHC, FBC, FIC, MCP, CFHR1, CFHR3 y trombomodulina) perturban el delicado equilibrio de la ruta del complemento en el SHUa. Una activación continua y descontrolada del complemento provoca daños en las células endoteliales (células que recubren los vasos sanguíneos). La activación continuada posterior de plaquetas y leucocitos provoca la MAT y, como consecuencia, la isquemia y la inflamación de los vasos sanguíneos, que dan lugar a daños irreversibles en los tejidos, un fallo multiorgánico y, a menudo, la muerte. La mayoría de las mutaciones tienen una penetrancia de aproximadamente el 50 %; además, los factores ambientales también parecen desempeñar un papel importante en la patogenia.

## Cuadro clínico
El SHUa a menudo presenta síntomas no específicos, como malestar general y cansancio. Más de la mitad de los pacientes experimentaron insuficiencia renal, entre los que se incluye la enfermedad renal terminal (ERT). Los signos y síntomas presentes habitualmente son creatinina alta, oliguria, edema, hipertensión, disminución de la tasa de filtrado glomerular estimado (TFG estimado) o proteinuria.
Pueden afectarse otros órganos además de los riñones:
- Un tercio de los pacientes presentan episodios trombóticos fuera del riñón[28]
- Sistema neurológico: aproximadamente uno de cada dos pacientes presenta signos y síntomas relacionados con el cerebro y el sistema nervioso:[29] confusión,[30] ictus,[29][30] convulsiones,[29][30] coma[29][31] o encefalopatía[5]
- Sistema cardiovascular: se produce una miocardiopatía en hasta el 43 % de los pacientes con SHUa;[25][32] también se han observado infartos de miocardio,[11][32] hipertensión (tensión arterial alta)[1][25][32] o vasculopatía difusa[6]
- Sistema gastrointestinal: el 37 % de los pacientes presenta signos y síntomas gastrointestinales:[3]colitis,[10] dolor abdominal,[10] pancreatitis,[33] vómitos,[33] gastroenteritis,[5] necrosis hepática[5] o diarrea[13]
- Complicaciones visuales: oclusión ocular (síndrome isquémico ocular)[34]
- Piel: lesiones en la piel, úlcera, erupción petequial[35]
- Complicaciones pulmonares[11]

En algunos casos, los pacientes con SHUa presentan un alto riesgo de manifestaciones de la MAT. Los pacientes con SHUa experimentan síntomas de la MAT tales como:
- Diarrea/gastroenteritis
- Infecciones de las vías respiratorias superiores
- MAT asociada a embarazo
- Hipertensión maligna
- MAT asociada a trasplante
- Glomerulopatía
- Trastornos generalizados, p. ej., lupus eritematoso sistémico (LES) y esclerodermia
- Tumor maligno

## Pronóstico
Los pacientes con SHUa tienen un mal pronóstico a largo plazo. Hasta el 79 % de los pacientes con SHUa mueren o presentan daños renales permanentes en el transcurso de 3 años a pesar de realizar tratamiento de soporte.
El trasplante de riñón para pacientes con SHUa con una ERT se considera una opción terapéutica válida en muy pocas ocasiones debido a la alta incidencia de recaídas y fallos del injerto en hasta el 90 % de los pacientes.  Por consiguiente, la mayoría de pacientes con SHUa con una ERT se someten a diálisis, lo cual se asocia a un mal pronóstico. Se han intentado realizar trasplantes combinados de hígado y riñón en pacientes con SHUa, aunque este complejo procedimiento tiene una alta tasa de mortalidad (uno de cada dos casos).

## Diagnóstico
El SHUa se manifiesta con las características clínicas de la MAT (trombocitopenia, anemia hemolítica microangiopática y síntomas de disfunción orgánica). Sin embargo, el SHUa no es la única enfermedad que provoca la MAT generalizada, lo cual hace que el diagnóstico diferencial sea esencial. Los otros tipos principales de MAT son la púrpura trombocitopénica trombótica (PTT) y el síndrome urémico hemolítico provocado por Escherichia coli productora de la toxina Shiga (SHU por STEC).
Tras confirmar la MAT mediante valores de laboratorio para trombocitopenia, anemia hemolítica microangiopática y mediciones de síntomas para disfunción orgánica, es esencial diagnosticar la causa subyacente de la enfermedad. Una prueba de la actividad de ADAMTS13 puede confirmar la PTT o el SHUa, mientras que una prueba de la toxina Shiga puede detectar el SHU por STEC:
- Una actividad de ADAMTS13 igual o inferior al 5 % confirma el diagnóstico de la PTT
- Una prueba de la toxina Shiga con resultados positivos en muestras de heces e indicios de infección por STEC en muestras de serología confirman el diagnóstico del SHU por STEC[43]
- Una actividad de ADAMTS13 superior al 5 % y la ausencia de toxinas Shiga en muestras de heces aumentan la probabilidad de un diagnóstico positivo de SHUa

Ante la ausencia de resultados de ADAMTS13, se pueden utilizar los niveles de creatinina en suero (Crs) y el recuento de plaquetas para predecir la actividad de ADAMTS13 en pacientes con MAT. Un nivel de creatinina en suero >150–200 μmol/L (>1,7-2,3 mg/dL) en adultos o un recuento de plaquetas >30 000/mm3 prácticamente elimina el diagnóstico de una deficiencia grave de ADAMTS13 y, por lo tanto, de la PTT.
Aunque el SHUa es una enfermedad genética, el 30–50 % de los pacientes no tienen una mutación genética identificable. Por ello, las pruebas genéticas presentan una opción poco fiable para diagnosticar la enfermedad. No todas las mutaciones genéticas conocidas tienen implicaciones pronósticas. Esto último, junto con la disponibilidad limitada de pruebas genéticas debido a los altos costes y la larga duración de los análisis de los resultados, hace que no sea adecuado realizar una evaluación y un tratamiento iniciales del SHUa.

## Tratamiento

### Intercambio/infusión de plasma
Aunque el intercambio/infusión de plasma se utiliza con frecuencia, no hay pruebas controladas de su seguridad o eficacia en el SHUa. Algunos pacientes experimentaron mejoras en el pronóstico hematológico; sin embargo, en otros pacientes la desregulación del complemento y la MAT se mantuvieron a pesar de un intercambio/infusión de plasma inicial. Esto puede deberse al hecho de que el intercambio/infusión de plasma no es suficiente para eliminar los factores alterados del complemento o sustituir los factores deficientes, lo que implica que el intercambio/infusión de plasma produce una respuesta clínica limitada.
La American Society for Apheresis proporciona un grado de recomendación 2C/débil para el intercambio/infusión de plasma para tratar el SHUa, debido a la “baja” o “muy baja” calidad de los datos que apoyan su uso.

### Diálisis prolongada
Por lo general, a los pacientes con SHUa que tienen una ERT deben realizar diálisis, técnica que presenta una tasa de supervivencia a los 5 años de aproximadamente el 50 %. Dado que la activación generalizada y descontrolada del complemento continúa en los pacientes con SHUa que se someten a diálisis, estos tienen una actividad del complemento más pronunciada que los pacientes que no padecen SHUa.  Los pacientes con SHUa que se someten a diálisis siguen presentando el riesgo de padecer una MAT en otros órganos.

### Trasplante
A pesar de que se ha llevado a cabo en pacientes con SHUa, el trasplante de riñón no trata la activación descontrolada del complemento que provoca una MAT sistémica progresiva y. Dependiendo de la mutación genética, hasta el 90 % de los pacientes con SHUa vuelven a padecer la enfermedad después de un trasplante renal. Tras un trasplante de riñón, la activación continua y descontrolada del complemento asociada al SHUa provoca la pérdida del injerto, que no puede recuperarse mediante un intercambio/infusión de plasma en la mayoría de los pacientes. El trasplante combinado de hígado y riñón solamente está disponible para un número muy reducido de pacientes, debido a la limitada disponibilidad de órganos para trasplante.

### Eculizumab
Eculizumab es un anticuerpo monoclonal humanizado que se une al componente C5 del complemento responsable de activar el complejo de ataque a la membrana, por lo que inhibe la actividad descontrolada de los componentes terminales del complemento. En la actualidad, eculizumab es el único inhibidor del complemento aprobado en la Unión Europea para el tratamiento del SHUa en adultos y niños.